# Lucas Piazón
Lucas Domingues Piazon (* 20. ledna 1994 São Paulo) je brazilský profesionální fotbalista italského původu, který hraje na pozici křídelníka za brazilský klub Botafogo FR, kde je na hostování z portugalské Bragy. Zúčastnil se Mistrovství světa ve fotbale hráčů do 17 let 2011.